# Grotta di Spy
La Grotta di Spy è una cavità naturale dove nel 1886 furono scoperti fossili di Homo neanderthalensis ben conservati, che contribuirono alla condivisione all'interno della comunità scientifica, dell'ipotesi che questa si trattasse di una specie umana distinta da quella moderna.